# 232-га піхотна дивізія (Третій Рейх)
232-га піхотна дивізія (нім. 232. Infanterie-Division) піхотна дивізія Вермахту часів Другої світової війни.

## Бойовий шлях

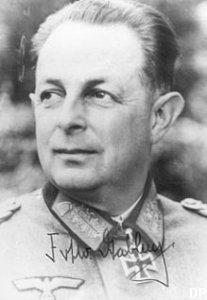
Еккард Фрайхер фон Габленц

232-га піхотна дивізія була сформована 26 червня 1944 року під час 7-ї хвилі мобілізації в X військовому окрузі. Формування дивізії проходило на базі штабу піхотної дивізії «Вільдфлеккен» в Навчальному центрі Вільдфлеккен. 232-га піхотна дивізія складалася з гренадерських полків 1043, 1044 та 1045, артилерійського полку 232, розвідувального батальйону, підрозділів забезпечення та протитанкової роти, що в січні 1945 була розгорнута до батальйону. Єдиним командиром дивізії протягом усієї служби був Еккард фон Габленц.
У серпні 1944 року дивізія була входила до складу резерву армійської групи «Лігурія». До лютого 1945 року дивізія воювала в Апеннінських горах у складі гірського корпусу LI.
232-а піхотна дивізія здалася американським військам у районі між Брешією та Міланом.

## Командувач
- Еккард Фрайхер фон Габленц[3]